# Jodie Foster
Alicia Christian "Jodie" Foster (født 19. november 1962 i Los Angeles) er en amerikansk skuespiller og filminstruktør. 
Jodie Foster begyndte allerede som 2-årig sin skuespilskarriere. Hun startede med at lave tv-reklamer, men som 5-årig fik hun sin første rolle i en tv-serie. De næste år deltog hun i diverse tvprogrammer, og i 1976 fik hun så en rolle i Martin Scorseses Taxi Driver som en meget ung prostitueret (de mest udfordrende scener blev dog spillet af hendes storesøster Connie Foster). Rollen gav hende en Oscar-nominering i en alder af kun 14. I filmen havde Robert De Niro til hensigt at myrde senatoren. Det tog den dengang 20-årige John Hinckley så meget til sig, at han i 1981 prøvede at dræbe Ronald Reagan for at imponere Jodie Foster. 
Jodie Foster fortsatte dog sin filmkarriere, og det samtidigt med at hun gik i skole på Lycée Français de Los Angeles, hvilket betyder at hun taler flydende fransk, og senere gik på Yale-universitetet. Hun fik sin første Oscar for sin rolle i filmen Anklaget og den anden for rollen som Clarice Starling i Ondskabens Øjne.
Debutten som instruktør kom i 1991 med filmen Little Man Tate, hvor hun også havde en af de bærende roller. Siden da har hun dog stadigt holdt sig mest til det at være skuespiller og været med i film som f.eks. Nell, Contact, Anna og kongen og Panic Room.

## Filmografi som skuespiller (udvalgte)
- Flightplan (2005)
- En lang forlovelse (2004)
- Abby Singer (2003)
- Panic Room (2002)
- The Dangerous Lives of Altar Boys (2002) (også producer)
- Anna og kongen (1999)
- Contact (1997)
- Nell (1994) (Oscarnominering)
- Maverick (1994)
- Sommersby (1993)
- Little Man Tate (1991) (også instruktør)
- Ondskabens Øjne (1991) (Oscar)
- The Accused (1988) (Oscar)
- En farlig ven (1987)
- The little girl who lives down the lane(1976)
- Freaky Friday (1976)
- Bugsy Malone (1976)
- Taxi Driver (1976) (Oscarnominering)
- Tom Sawyer (1973)
- Menace on the Mountain (1970) (TV)